# Lotfi Zadeh
Lotfi Aliasker Zadeh (Baku, 4 febbraio 1921 – Berkeley, 6 settembre 2017) è stato un ingegnere e matematico persiano naturalizzato statunitense.
È noto soprattutto per i suoi lavori che segnano la nascita della teoria degli insiemi fuzzy  nel 1965 (nota in italiano anche come teoria degli insiemi sfocati) e la teoria della logica fuzzy nel 1973.
Nato da padre giornalista iraniano di origine azera (di Ardabil) e da madre ebrea russa, cresce in Iran e studia a Teheran, prima al Liceo Alborz quindi alla Università di Teheran. Nel 1944 si trasferisce negli Stati Uniti. Alla Columbia University, nel 1952, insieme a John R. Ragazzini, di cui era allievo, è autore di studi pionieristici nell'analisi e nel trattamento dei segnali nel dominio del tempo discreto su quella che si sarebbe chiamata la Trasformata z, divenuta strumento di uso comune nell'elaborazione numerica dei segnali e nel controllo digitale. Dal 1959 ha insegnato all'Università della California - Berkeley.
Altri suoi studi successivi riguardano l'introduzione del Soft computing nel 1991, la computazione con le parole, la teoria computazionale della percezione e il linguaggio naturale precisato.

## Biografia
Lotfi Zadeh, nome intero Lutfali Alasgarzada, fu un noto scienziato di origine azera nato il 4 febbraio 1921 nel paesino di Novkhani della città di Baku. Nacque in una famiglia colta, dal padre Rahim Alasgarzada (1898-1980), iraniano di origine azera, e dalla madre Fanya Moiseyevna Koreman (1897-1974), pediatra di origini russo-ebraiche.
Durante la Prima Guerra Mondiale il padre di Lutfi Zadeh, nato nella città di Ardabil dell’Iran, si trasferì a Baku e intraprese un’attività commerciale. Parallelamente fece il corrispondente dell’Iran in Azerbaigian. A Baku conobbe la sua futura moglie e la sposò con il consenso dei genitori. Nel 1932 a seguito della decisione dell’Unione Sovietica riguardo agli azeri con la cittadinanza iraniana, si trovò costretto a scegliere se prendere la cittadinanza della Repubblica Socialista Sovietica Azera o ritornare in Iran. La famiglia degli Alasgarzada scelse di tornare in Iran. Questa decisione, presa quando Lutfi aveva solo 10 anni, giocò un importante ruolo nella futura formazione di Lotfi Zadeh. In Iran approfittò della possibilità di studiare in una scuola americana e dopo essersi laureato in ingegneria elettrica presso l’Università di Teheran, si trasferì negli Stati Uniti per continuare gli studi presso l'Istituto di Tecnologia del Massachusetts.
Nel 1947, quando la sua famiglia lo raggiunse, egli lavorava già alla Columbia University. Nel 1948 ottenne il master in ingegneria elettronica. Nel 1957 Lotfi Zadeh, con il consiglio di Norbert Wiener, considerato il padre della cibernetica, iniziò a lavorare come professore all’Università della California, a Berkeley, dove ha continuato l'attività fino alla fine della sua vita.

### La morte
Lotfi Zadeh è morto all’età di 96 anni il 6 settembre 2017 negli Stati Uniti. Poco prima della sua morte, il noto scienziato aveva chiesto di essere sepolto a Baku. La sua salma è stata portata nella capitale azera è sepolta nel Vicolo delle sepolture onorarie. Lo stesso giorno si è tenuta una cerimonia di commiato con lo scienziato nell’Accademia Nazionale delle Scienze dell’Azerbaigian. Alla cerimonia hanno partecipato il Presidente Ilham Aliyev, gli ufficiali dello Stato e del Governo e i personaggi importanti nell’ambito della scienza e della cultura.
Lotfi Zadeh è stato sposato con Fey, deceduta nel 2017. Hanno avuto due figli.
Lotfi Zadeh è stato anche il Presidente Onorario delle associazioni della diaspora azera negli Stati Uniti.

## Attività scientifica
Lotfi Zadeh fu membro di numerose accademie, vincitore di moltissimi premi e medaglie. Dottore onorario di decine di organizzazioni statali e pubbliche, è stato considerato uno degli studiosi più citati al mondo. Solo nel periodo compreso tra il 1990 e il 2000, alle sue opere sono stati fatti più di 36.000 riferimenti. Secondo Google Scholar, a partire da ottobre 2019, il lavoro di Zadeh è stato citato circa 230.000 volte in opere accademiche.
Oggi, alla scienza mondiale  sono note 6 importanti teorie di Lotfi Zadeh. Al momento, sono ampiamente utilizzati nella scienza e nell'industria. Ciò che lo ha reso famoso nel mondo è stata la sua teoria della “logica fuzzy”, considerata una rivoluzione nella scienza mondiale. Questa teoria ha dato una nuova espressione al concetto di insiemi binari, che sta alla base della matematica: “gli insiemi fuzzy”.
Questa teoria, utilizzata dalle principali aziende mondiali, è stata sviluppata nel 1965. La teoria della logica fuzzy, che non era stata accettata dalla comunità scientifica americana per esattamente 20 anni, è stata finalmente accolta con grande interesse dagli scienziati giapponesi negli anni '80. Oggi, le aziende giapponesi come Mitsubishi, Toshiba, Sony, Canon, Sanyo, Nissan, Honda hanno sviluppato fotocamere e videocamere, lavatrici, aspirapolvere basati su logica fuzzy. Sono ampiamente utilizzati nella produzione, gestione di automobili, treni, processi industriali. Quando nel 1989 Lotfi Zadeh ha ricevuto il Premio Honda, il più alto riconoscimento assegnato agli scienziati giapponesi per il successo della teoria della logica fuzzy nell'industria, gli scienziati statunitensi hanno iniziato a capire e ad apprezzare il valore di questa teoria.
Oggi, questa teoria adesso è ampiamente utilizzata nella produzione da società statunitensi come: General Motors, General Electric, Motorola, Dupont, Kodak e altre. Il database dei brevetti degli Stati Uniti elenca oltre 33.000 brevetti e applicazioni con "fuzzy" nel titolo; è davvero insolito che una così vasta gamma di innovazioni possa essere ricondotta così chiaramente al lavoro di un singolo ricercatore.
Oltre alla teoria della “logica fuzzy”, Lotfi Zadeh ha proposto cinque teorie scientifiche fondamentali: " la teoria computazionale della percezione", "teoria dei sistemi", "teoria della computazione con le parole", "teoria di filtri ottimali" e "soft computing".
Il lavoro di Lotfi Zadeh, noto nella scienza come trasformazione Zeta, è una teoria scientifica che ha gettato le basi per la creazione di sistemi di controllo, informazione e comunicazione discreti e digitali. Le sue popolari teorie sullo spazio, il controllo e l'osservazione dei sistemi dinamici costituiscono la base della moderna scienza del controllo. La NASA studia, progetta e implementa sistemi di controllo basati su queste teorie.
Nel 2016, scienziati giapponesi hanno sviluppato il primo robot con intelligenza artificiale basato sulla teoria di Lotfi Zadeh.

## Premi e riconoscimenti
Nel 1973 Lotfi Zadeh ha ricevuto il prestigioso Premio per l'educazione degli ingegneri elettronici ed elettrici. Il professor Zadeh ha seguito più di 50 studenti di dottorato, molti dei quali sono diventati leader in molte aree dell'ingegneria, della gestione e delle scienze dell'informazione.
In riconoscimento delle sue ricerche, Lotfi Zadeh ha ricevuto numerosi premi nazionali e internazionali. Queste includono l’elezione come membro dell'Accademia Nazionale di Ingegneria degli Stati Uniti; Membro straniero dell'Accademia delle Scienze, finlandese, polacca, coreana, bulgara e  dell'Azerbaigian.
- Education Medal dell'Istituto degli Ingegneri Elettrici ed Elettronici[9]
- Richard W. Hamming Medal dell'Istituto degli Ingegneri Elettrici ed Elettronici[10]
- Millennium Medal dell'Istituto degli Ingegneri Elettrici ed Elettronici Medal of Honor dell'Istituto degli Ingegneri Elettrici ed Elettronici
- ASME Rufus Oldenburger Medal[11]
- B. Bolzano Medal dell'Accademia delle Scienze della Repubblica Ceca
- Kampe de Feriet Medal dell'IPMU (Information Processing and Management of Uncertainty in knowledge-based systems)
- Richard E. Bellman Control Heritage Award[12]
- Grigore Moisil Prize
- Honda Prize, Okawa Prize, AIM Information Science Award, SOFT Scientific Contribution Memorial Award della Japan Society for Fuzzy Theory
- ACM Allen Newell Award
- Norbert Wiener Award e il JP Wohl Career Achievement Award della IEEE Systems Man and Cybernetics Society
- Civitate Honoris Causa del Budapest Tech Polytechnical Institution
- Premio V. Kaufmann dell'International Association for Fuzzy-Set Management and Economy
- Medaglia Nicolaus Copernicus dell'Accademia delle Scienze della Polonia
- Premio J. Keith Brimacombe IPMM
- Medaglia Egleston
- Medaglia Benjamin Franklin del Franklin Institute di Philadelphia
- Medaglia della Foundation for the Advancement of Soft Computing
- Ordine dell'Amicizia- la più alta onorificenza dello Stato concessa dal Presidente della Repubblica dell'Azerbaigian
- Premio Transdisciplinare
- Medal of the Society for Design and Process Sciences
- e molti altri premi e 25 dottorati onorari.

Lotfi Zadeh è stato inserito nella Silicon Valley Engineering Hall of Fame, nell'Heinz Nixdorf MuseumsForum Wall of Fame e nella AI Hall of Fame.
Nel 2013, durante la cerimonia di premiazione, il professor Lutfi Zadeh ha ricevuto il premio "Frontiere della conoscenza" della Fondazione BBVA ed è stato premiato con 400.000 euro dalla Fondazione nella categoria di “Tecnologie di Informazione e Comunicazione”.